# Moisy
 Moisy  es una población y comuna francesa, en la región de Centro, departamento de Loir y Cher, en el distrito de Blois y cantón de Ouzouer-le-Marché.

## Demografía
| 426 | 411 | 356 | 312 | 267 | 270 |
| Para los censos de 1962 a 1999 la población legal corresponde a la población sin duplicidades (Fuente: INSEE [Consultar]) |     |     |     |     |     |